# Stefanie Zweig
Stefanie Zweig (ur. 19 września 1932 w Głubczycach, zm. 25 kwietnia 2014 we Frankfurcie) – niemiecka pisarka pochodzenia żydowskiego.

## Zarys biografii
W 1938 roku jej rodzice w obawie przed nazistowskimi represjami wobec Żydów opuścili wraz z nią Wrocław i wyemigrowali do Kenii. Dzieciństwo Stefanie spędziła na afrykańskiej farmie. Uczęszczała do angielskiej szkoły z internatem. W 1941 roku Zweigowie otrzymali od babci Stefanie pocztówkę o treści: "Jutro wyjeżdżamy do Polski”. Była to zawoalowana zapowiedź deportacji do KL Auschwitz, gdzie zginęła pozostała w Niemczech część rodziny.
Swoje życie po powrocie do Niemiec Zweig opisała później w książce Irgendwo in Deutschland (Gdzieś w Niemczech). Jej pierwszą powieścią, której fabuła toczy się w Afryce, była książka Ein Mund voll Erde, powstała w 1980 roku i opisująca dziewczęcą miłość do chłopca z plemienia Kĩkũyũ.
Przez 30 lat Zweig była redaktorką działu kultury w gazecie "Abendpost/Nachtausgabe". Jest autorką wielu powieści obyczajowych, z których kilka zawiera wątki autobiograficzne. Napisała także siedem książek dla młodych czytelników. Jej najbardziej znana powieść autobiograficzna Nirgendwo in Afrika (Nigdzie w Afryce) została zekranizowana, film - o tym samym tytule - otrzymał w 2003 roku Oskara dla najlepszego filmu nieanglojęzycznego. W 1993 roku została odznaczona Medalem Orderu Zasługi Republiki Federalnej Niemiec.

## Wybrana twórczość
- 1978 Eltern sind auch Menschen
- 1980 In gute Hände abzugeben

Ein Mund voll Erde
- 1981 Die Spur des Löwen
- 1996 Irgendwo in Deutschland

Hund sucht Menschen
- 1998 Nirgendwo in Afrika (wyd. pol. Nigdzie w Afryce, Amber 2004, ISBN 83-241-1525-0)
- 1999 Katze fürs Leben (wyd. pol. Księżniczka Sissi, Galaktyka, Łódź 2006, ISBN 83-89896-58-3)
- 2000 Karibu heißt willkommen
- 2007 Das Haus in der Rothschildallee (wyd. pol. Dom przy alei Rothschildów, Marginesy, Warszawa 2015, ISBN 978-83-64700-41-5)
- 2009 Die Kinder der Rothschildallee (wyd. pol. Dzieci z alei Rothschildów, Marginesy, Warszawa 2015, ISBN 978-83-64700-85-9)
- 2010 Heimkehr in die Rothschildallee (wyd. pol. Powrót na aleję Rothschildów, Marginesy, Warszawa 2016, ISBN 978-83-65282-36-1)
- 2011 Neubeginn in der Rothschildallee (wyd. pol. Nowy początek przy alei Rothschildów, Marginesy, Warszawa 2016, ISBN 978-83-65282-97-2)